# ロールス・ロイス・コーニッシュ
コーニッシュ（Corniche ）はイギリスの自動車メーカーであるロールス・ロイスが1971年から1996年まで、また2000年と2001年にも生産していた高級2ドアクーペおよびオープンカー（ドロップヘッド・クーペ）である。ベースはシルヴァーシャドウであるが、ボディ共有部分は少ない。なお、コーニッシュは元々ベントレーのブランドであった。そちらはベントレー・コーニッシュを参照のこと。
車名は、南フランスの湾岸道路に由来する。

## 初代
1971年3月に「シルヴァーシャドウ・ミュリナー・パークウォード・2ドア・フィックスドヘッドクーペ」がコーニッシュに改名され、1996年にかけてこの名称で販売された。外装のデザインはJohn Polwhele Blatchleyによる。独立コーチビルダーのジェームス・ヤングはシルヴァーシャドウの2ドアクーペ版を製作していたが、ヤングのモデルは不人気のためすぐに生産中止となった。
このモデルはロンドンのミュリナー・パークウォードで組み立てられ、シルヴァーシャドウ・クーペは1965年まで、ドロップヘッド・クーペはコーニッシュと名付けられる1971年まで継続された。同型車はベントレーブランドでもベントレー・コーニッシュとして販売された。
当初は2ドアクーペおよびドロップヘッド・クーペの両仕様が提供されていたが、1982年以降のコーニッシュはドロップヘッド・クーペのみとなる。
エンジンはロールス・ロイス製V型8気筒エンジンが搭載された。鋳鉄製ウェットシリンダーライナーとアルミニウム・シリコン合金製シリンダーブロック、アルミニウム製シリンダーヘッドが採用されていた。内径φ104.1mm×行程99.1mmで総排気量は6,748ccであった。当初はスキナーズ・ユニオン製キャブレター2機が搭載されていたが、1975年からはソレックス製の4バレルキャブレター1機に置き換えられた。輸出モデルは1980年にボッシュ製の燃料噴射装置が搭載されるまで、SUキャブレター2機が搭載されつづけた。
3速ATはゼネラルモーターズから供給されたターボ・ハイドロマチック400である。コイルスプリング式四輪独立懸架サスペンションは油圧式セルフレベリングシステム（シトロエンと同じシステムだが、エアスプリングは搭載されず、油圧コンポーネントはロールス・ロイスによりライセンス生産された）が当初は4輪に搭載されたが、のちに後輪のみの搭載となった。4輪にディスクブレーキが搭載され、1972年からはベンチレーテッドディスクとなった。
ホイールベースは当初3,042mm、1974年に3,048mmに拡大され、1979年に3,061mmに再び拡張された。

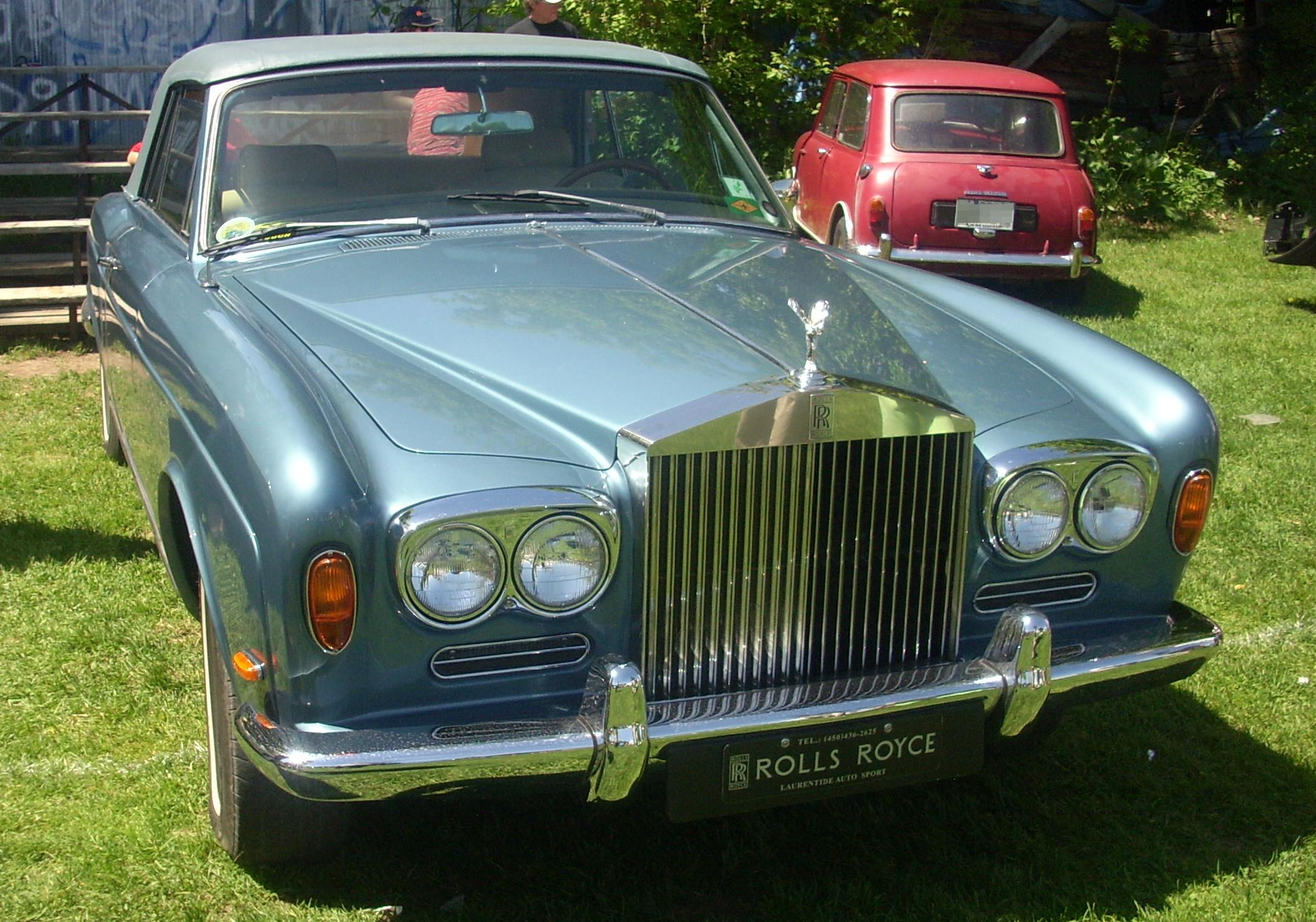
コーニッシュ（1975年）

## コーニッシュII
1986年、小改良されコーニッシュIIとなった。
クロームメッキを施した鉄製バンパーは、このモデルから合金とプラスチックのものに置き換えられた。
アルミニウム製ラジエータは置き換えられ、オイルクーラーが追加された。アンチロック・ブレーキ・システムは標準装備となったが、エアバッグは設定されなかった。その他の変更として、新しいデザインのリム、リアのナンバープレート周りのバックランプレンズやパターンの変更、新設計のシートやダッシュボードがあった。
生産台数は1,226台。

## コーニッシュIII
1989年、フランクフルトモーターショーにてコーニッシュIIIが登場した。コーニッシュIIからの大きな変更として、運転席エアバッグが標準装備になった。
バンパーはボディ同色となり、より高度なサスペンションシステムが搭載された。ダッシュボードやセンターコンソールなど、内装も小変更を受けた。
生産台数は452台。

## コーニッシュIV
1993年、コーニッシュIVが登場した。組み立てはミュリナー・パークウォードからクルー工場へと変更された。
リアウィンドウはプラスチック製からガラス製に変更された。屋根の機構も改良され、手動でのラッチ操作が不要になる。またカーエアコンは代替フロン化され、運転席に加え助手席エアバッグが標準となる。
1995年、最後のコーニッシュIVとしてコーニッシュSが生産された。ターボチャージャーが搭載され25台が限定生産された。
生産台数はコーニッシュSの25台を含めて244台。

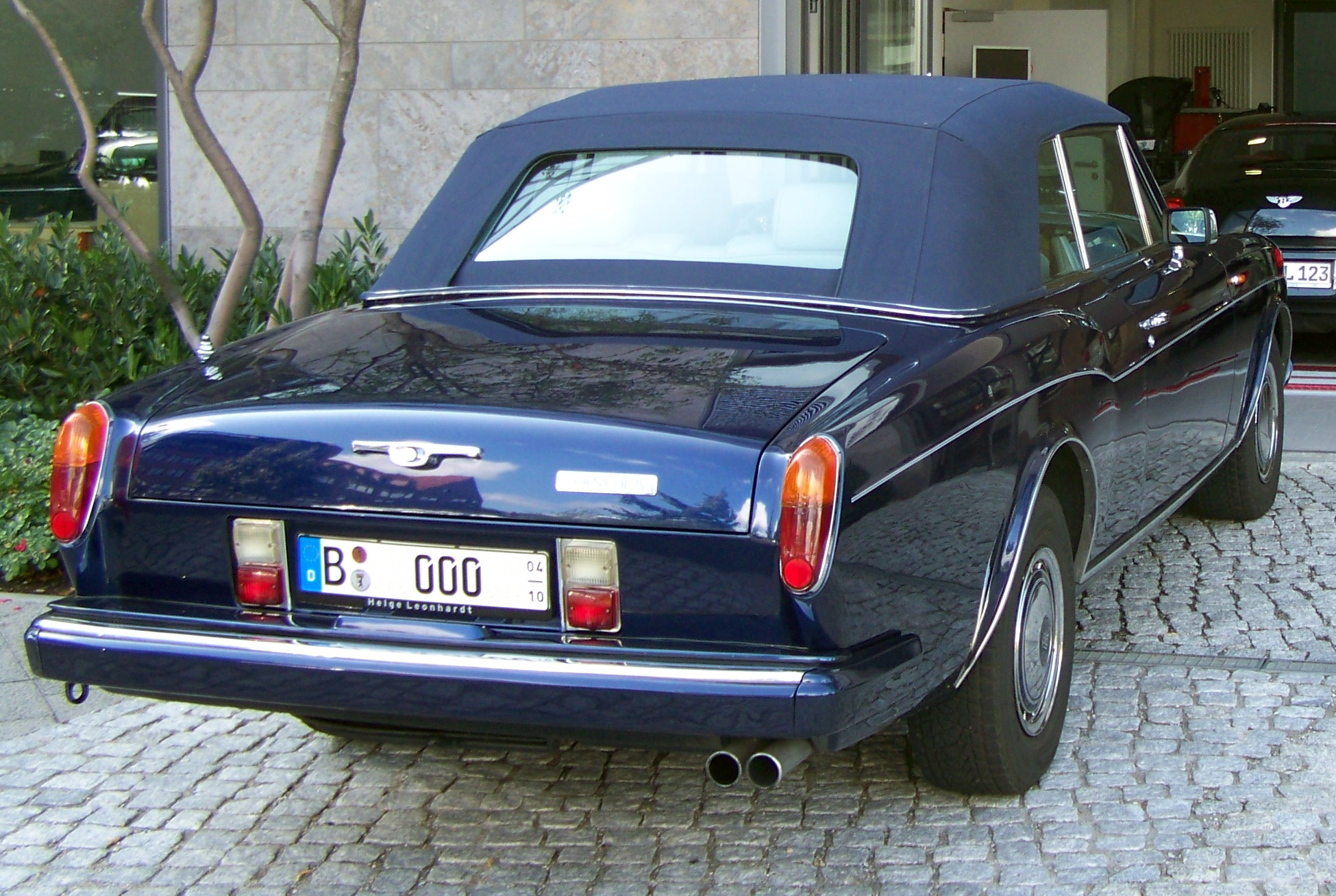
コーニッシュIV（リア）

## コーニッシュV
2000年1月、コーニッシュの名前をもつ5番目のモデルが登場した。アメリカ合衆国での値段は$359,900と、当時のロールス・ロイス車の中でもっとも高価な車だった。しかしその後、ロールス・ロイスはBMW、ベントレーはフォルクスワーゲンというそれぞれ別々の会社の傘下となったため、コーニッシュVの生産も打ち切られることとなり、早くも2001年に生産は終了された。 